# Rajongemeinde Skuodas
Die Rajongemeinde Skuodas (litauisch Skuodo rajono savivaldybė) ist eine der 60 Selbstverwaltungen in Litauen und liegt im Nordwesten des Landes. Sie umfasst neben dem Verwaltungssitz Skuodas die Städtchen (miesteliai) Barstyčiai, Ylakiai, Lenkimai und Mosėdis sowie 171 Dörfer.

## Amtsbezirke

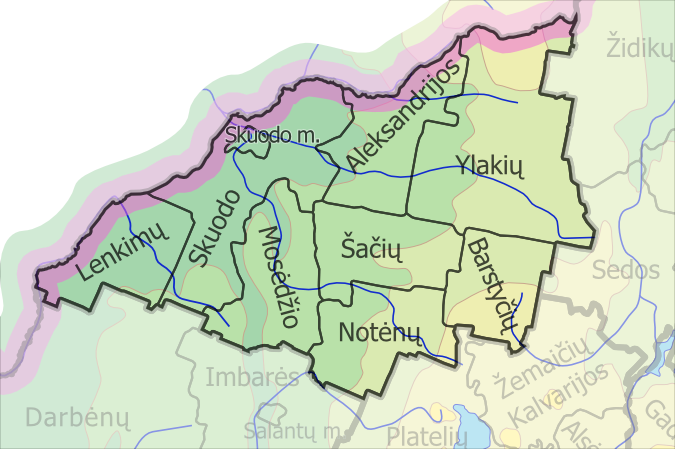
Amtsbezirke der Rajongemeinde Skuodas

Die Gemeinde besteht aus den 9 Amtsbezirken, einem Stadtamt und 8 Landämtern:
- Aleksandrija
- Barstyčiai
- Ylakiai
- Lenkimai
- Mosėdis
- Notėnai
- Skuodas Stadt
- Skuodas Land
- Šatės

## Sehenswürdigkeiten
- Katholische Kirchenbauten

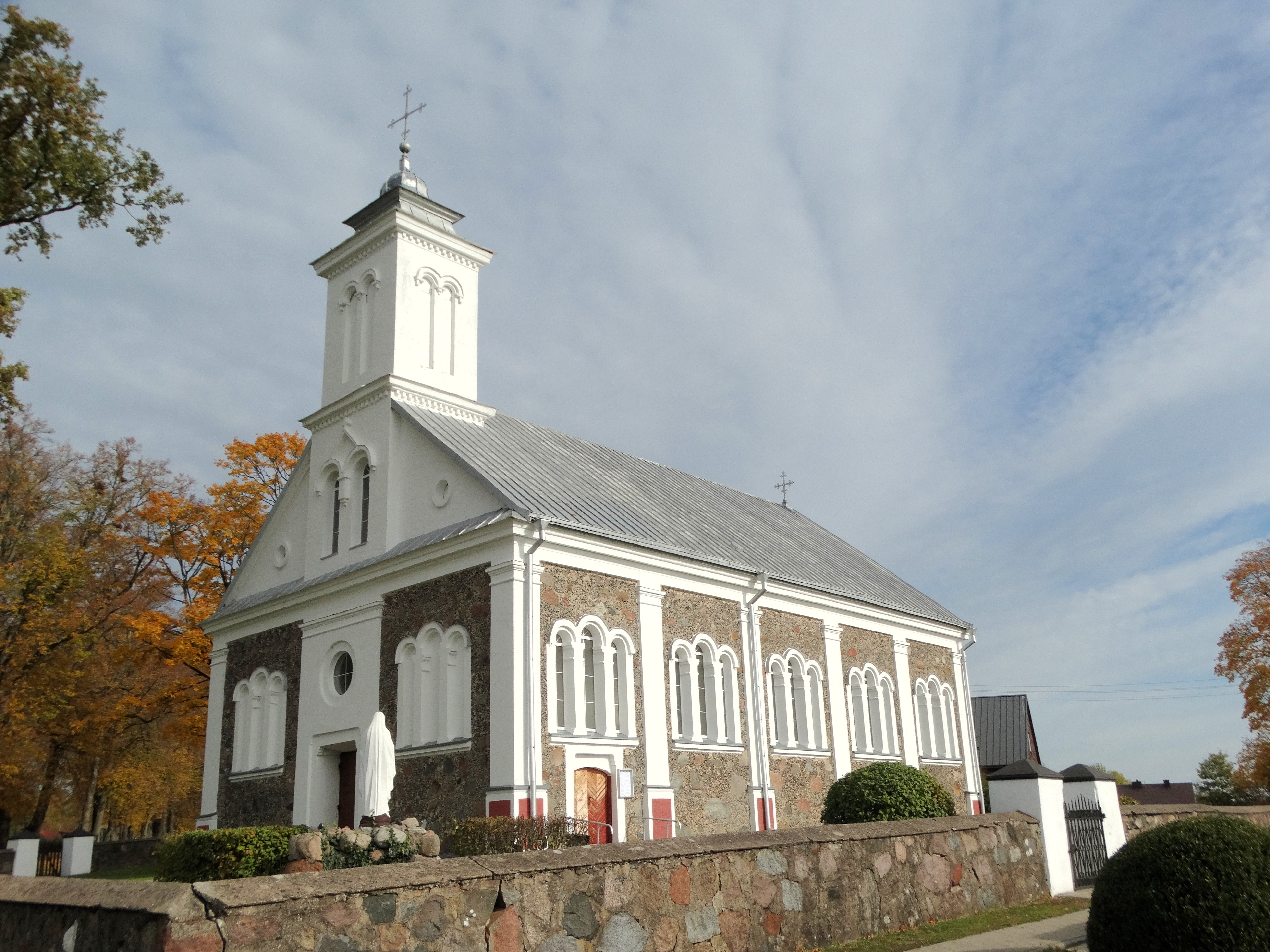
Kirche des gekreuzigten Jesus von Aleksandrija, erbaut von 1864 bis 1865
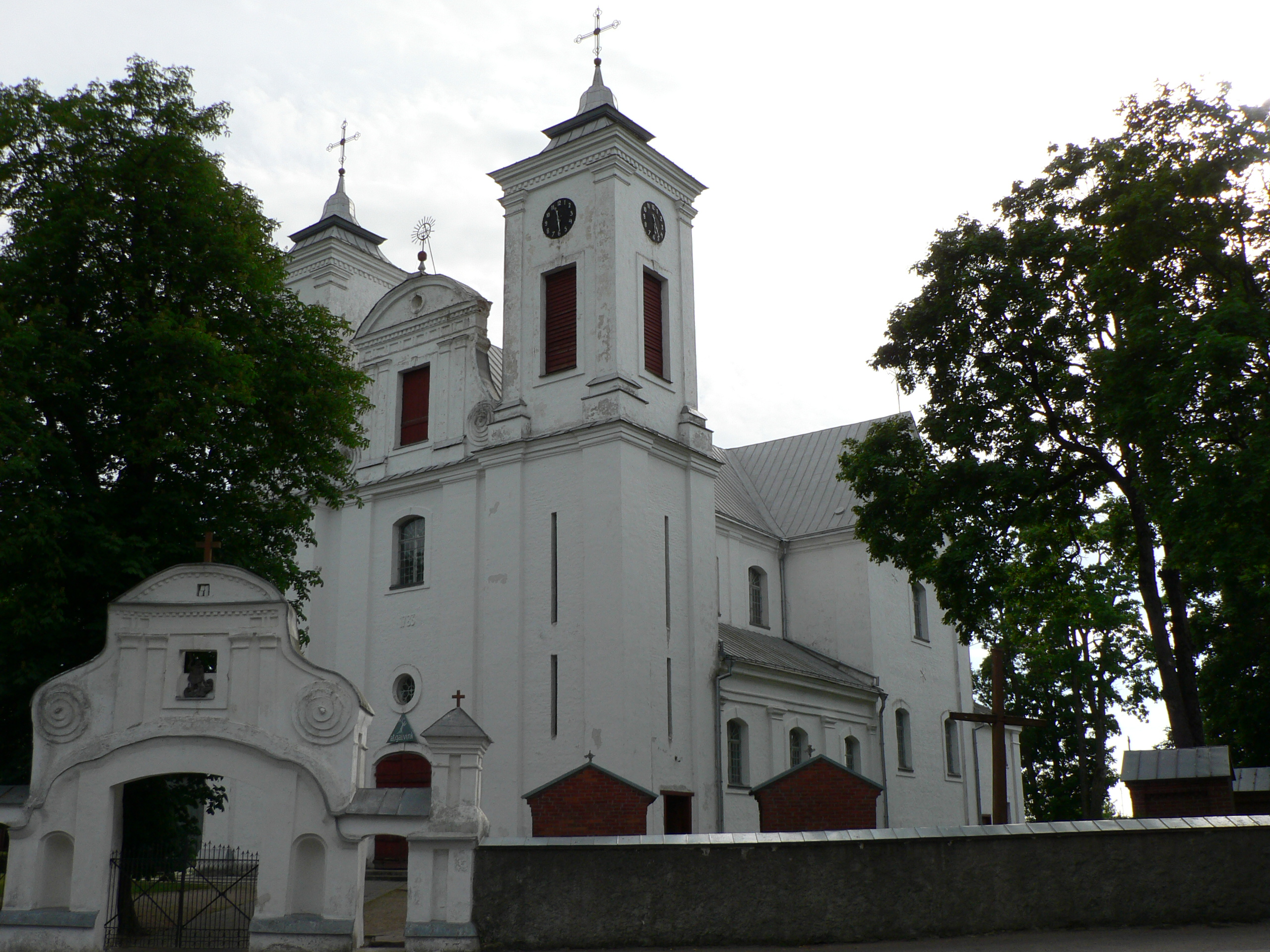
Kirche des Erzengel Michael in Mosėdis, erbaut von 1773 bis 1783
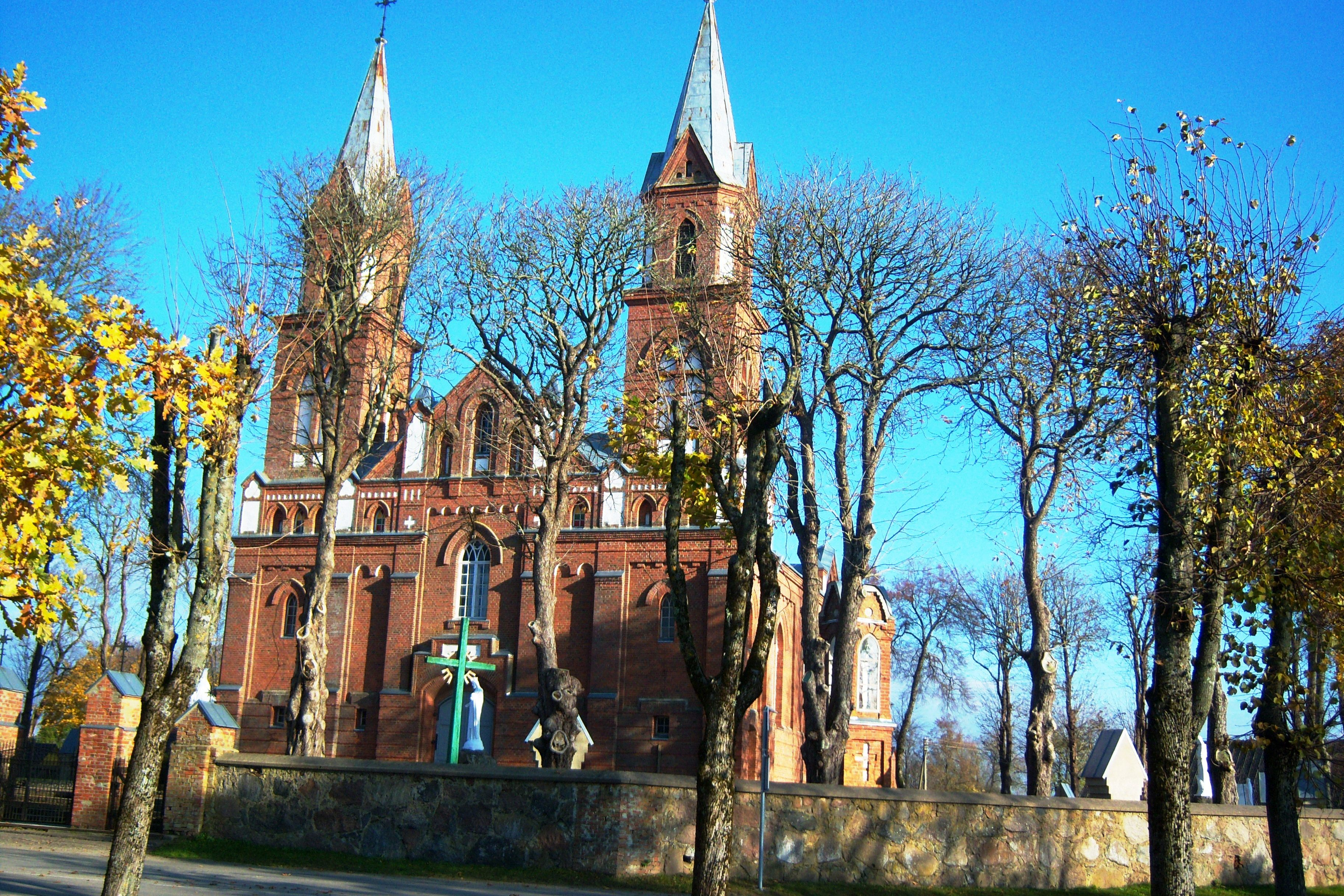
Kirche der Jungfrau Maria in Ylakiai, 1905 errichtet
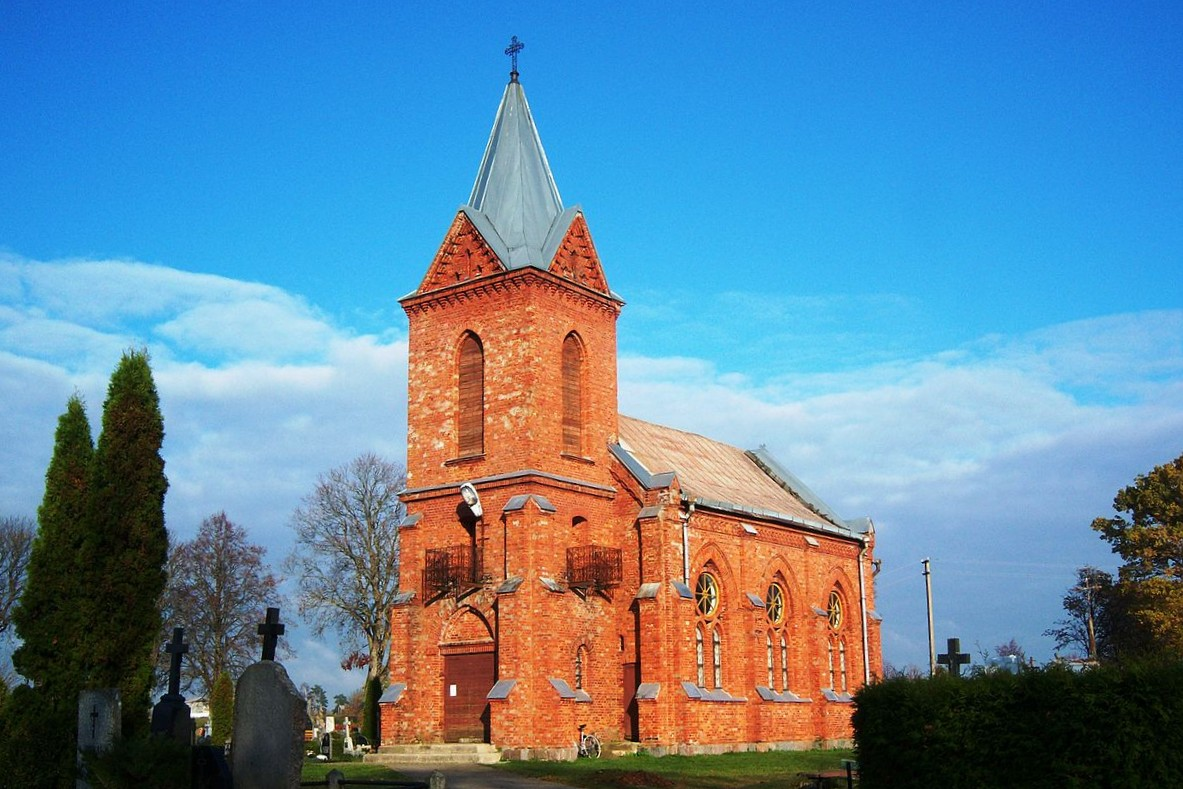
Friedhofskapelle in Ylakiai, errichtet 1904, Architekt: Karl Eduard Strandmann
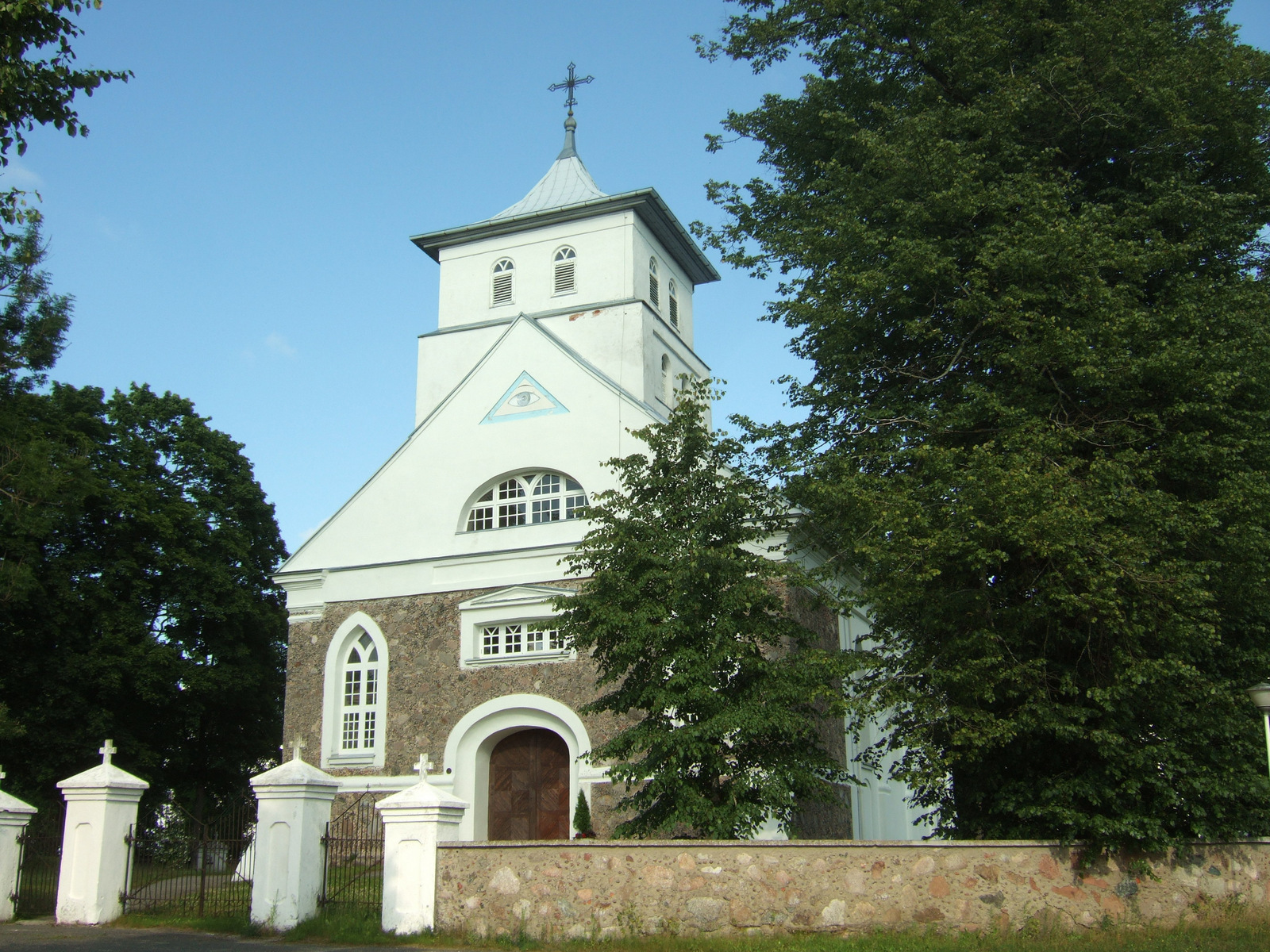
St.-Anna-Kirche in Lenkimai, 1816 errichtet
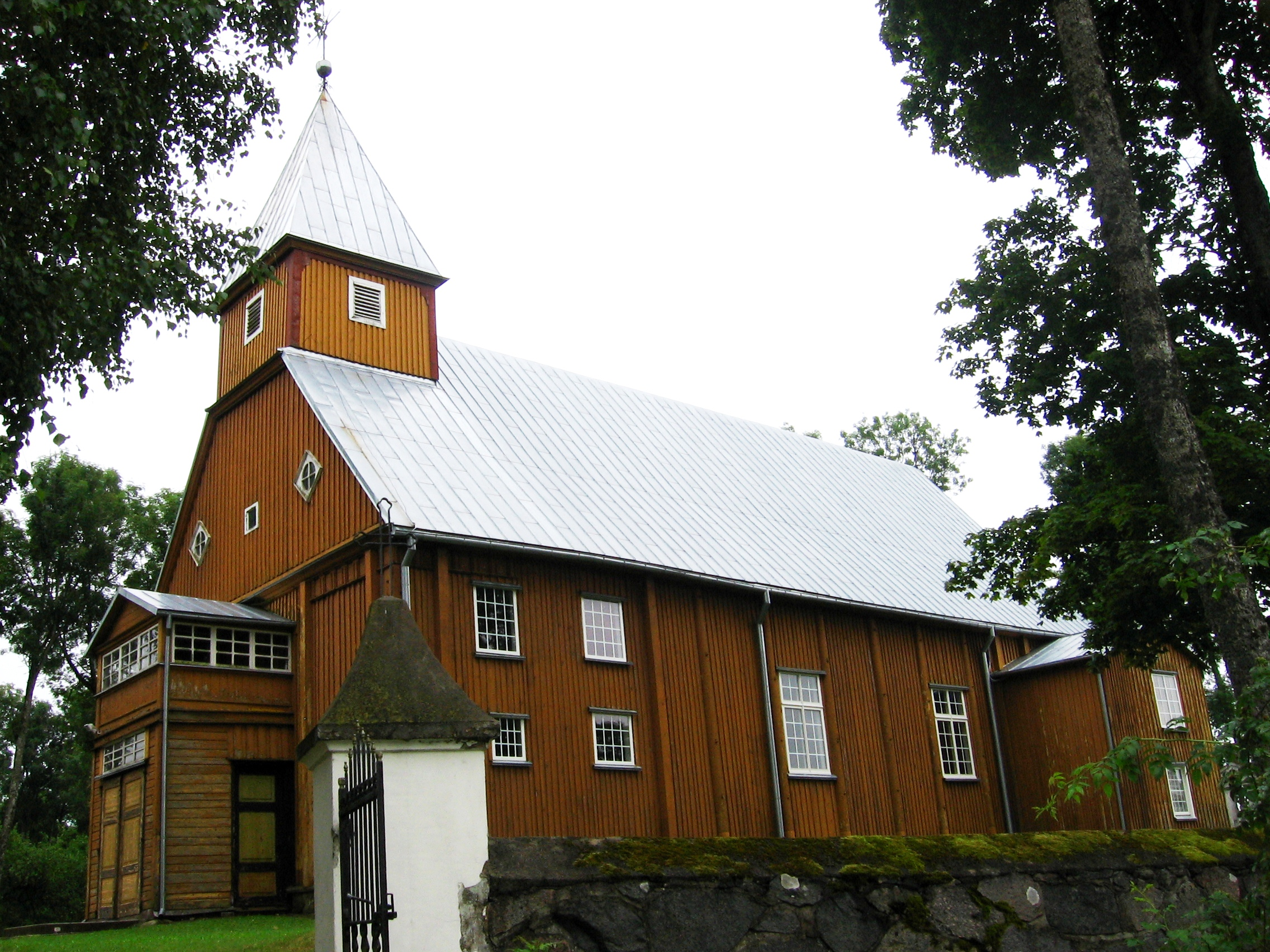
Kirche der Apostel Simon und Judas Thaddäus in Barstyčiai, erbaut 1906
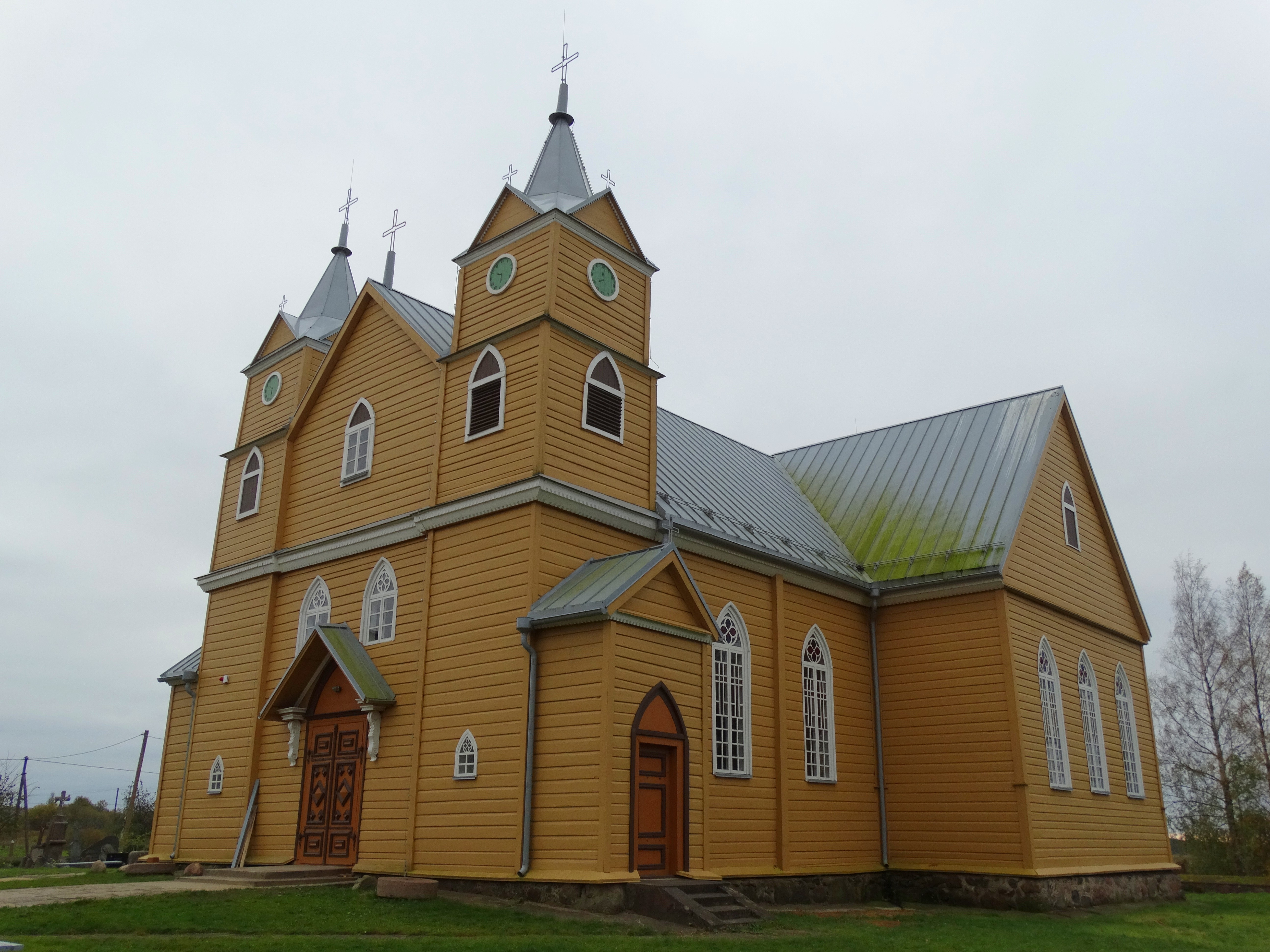
Kirche St. Katharina die Märtyrerin in Notėnai, 1906 errichtet
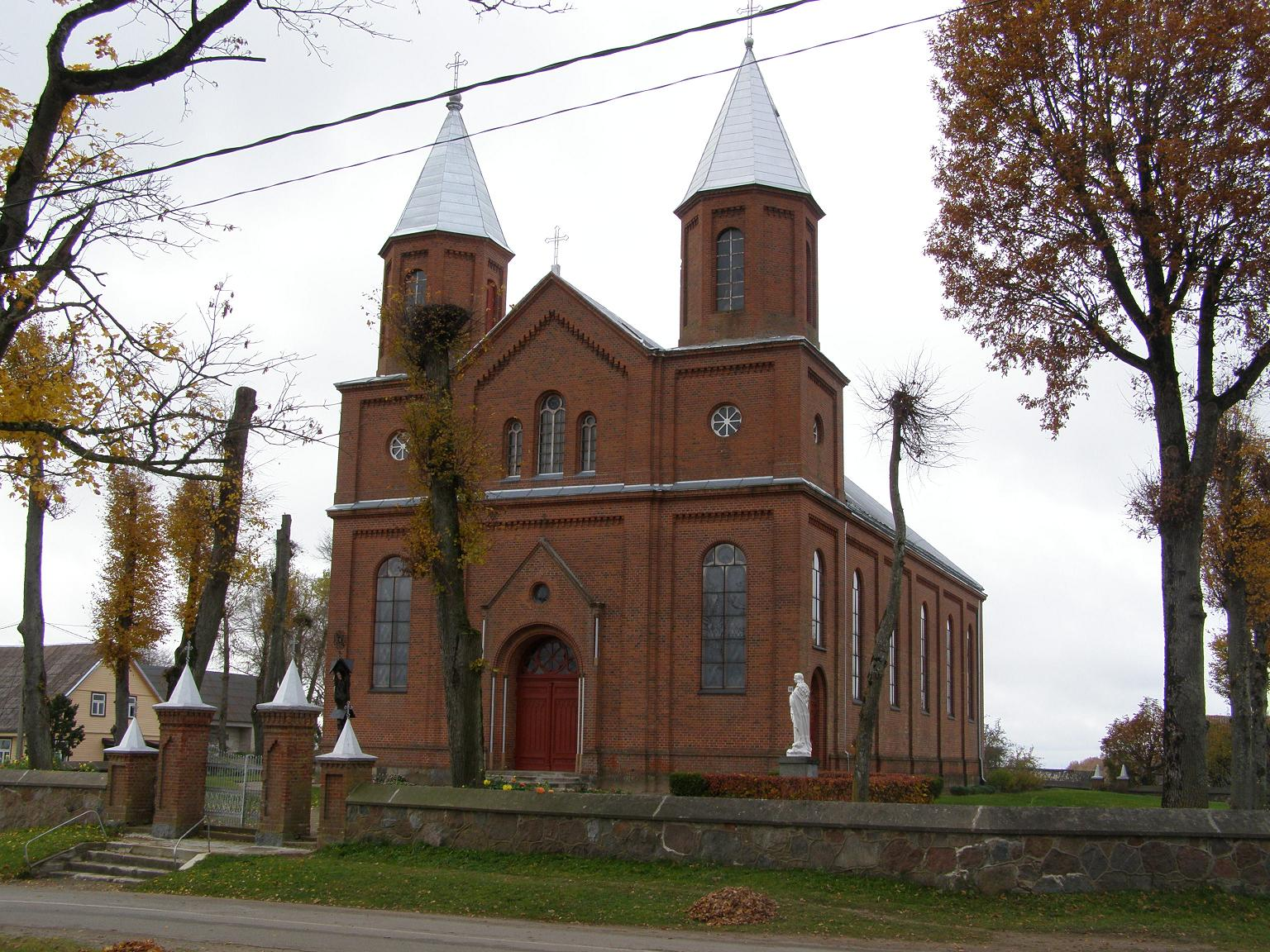
Kirche Johannes des Täufers in Šatės, erbaut von 1882 bis 1886